# Colonia Juliá y Echarren
Colonia Juliá y Echarren es una localidad del Departamento Pichi Mahuida, en la provincia de Río Negro, Argentina. Se encuentra 10 km al sudeste de la ciudad de Río Colorado.
Surge en el año 1920, fundada por Lorenzo Juliá y Juan Echarren, con colonos españoles que plantaron vides, aunque a raíz de problemas financieros y presiones de los productores cuyanos, diversificaron su producción con peras y manzanas. Los canales de riego se habilitan entre 1921 y 1924.

## Población
Cuenta con 936 habitantes (Indec, 2010), lo que representa un incremento del 2% frente a los 917 habitantes (Indec, 2001) del censo anterior.
| Gráfica de evolución demográfica de Colonia Juliá y Echarren entre 1991 y 2010 |
|                                                                                |
| Fuente: Censos nacionales del INDEC                                            |

## Imágenes

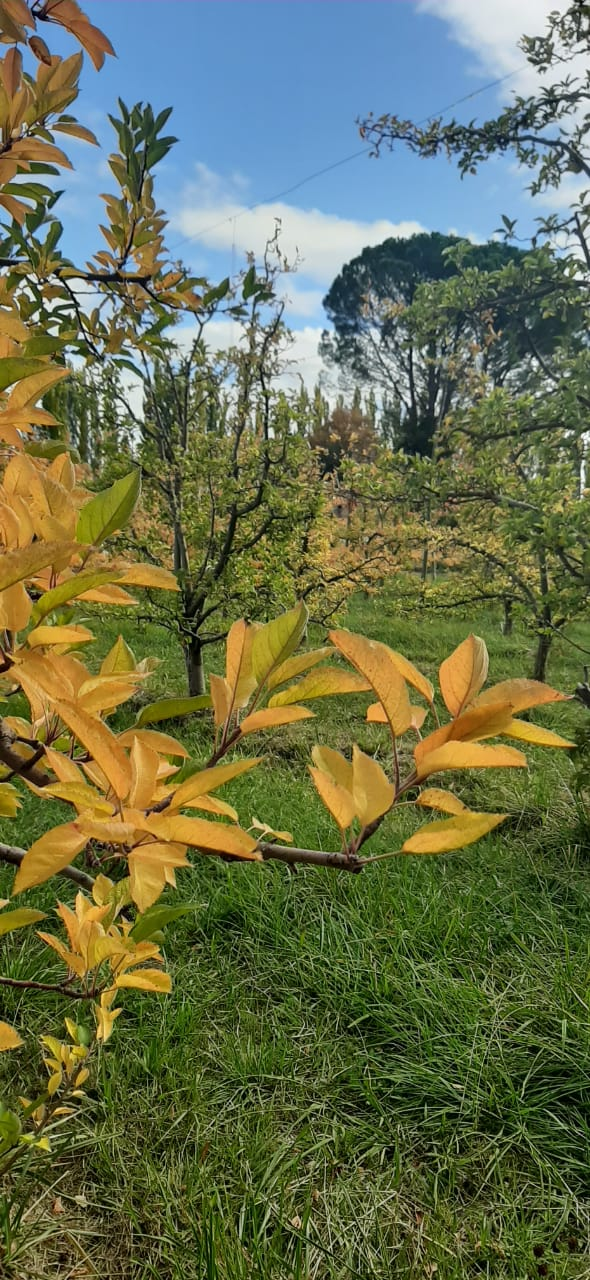
En esta zona convive gran variedad de plantas.
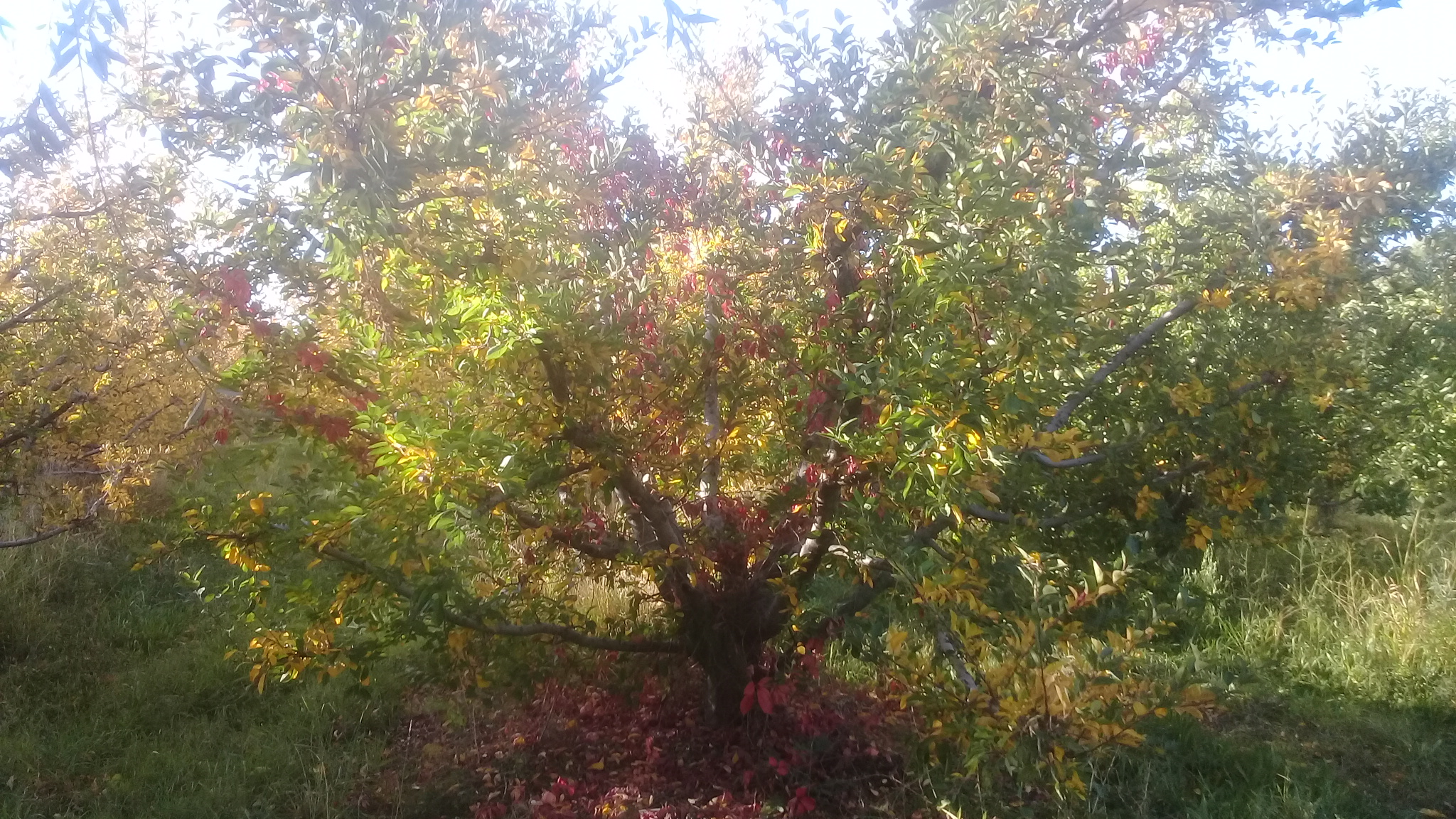
Colonia Juliá y Echarren rodeada de árboles frutales: manzanas, duraznos, ciruelas, peras, etc. También se trabajan hortalizas porque su tierra es excelente para la producción.
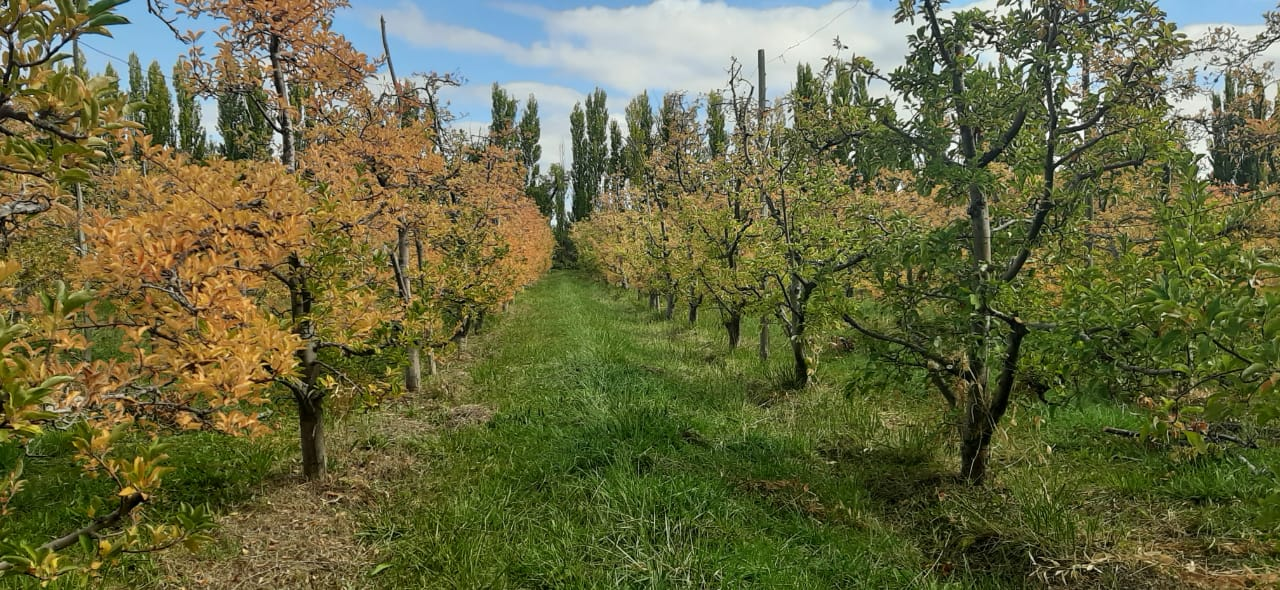
Colonia Juliá y Echarren en época otoñal, con el contraste de colores y texturas propios de esta estación.
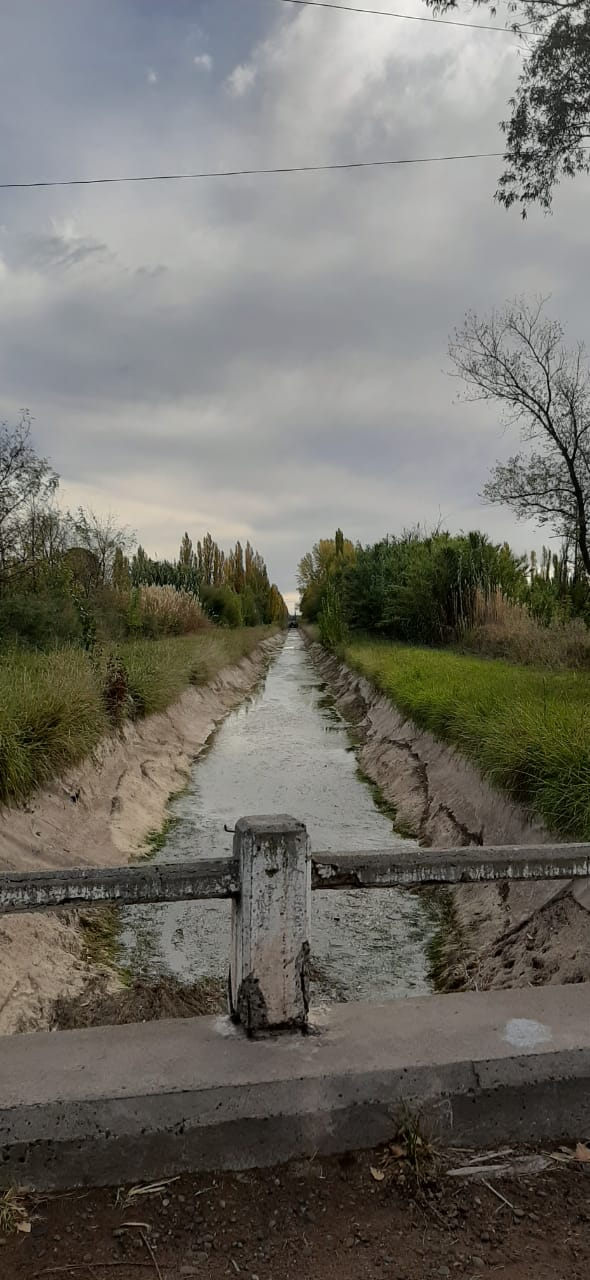
Uno de los canales que componen los cuatro brazos de riego que le brindan agua a esta zona productiva